# 盘古乡 (沅陵县)
盘古乡，是中华人民共和国湖南省怀化市沅陵县下辖的一个乡镇级行政单位。

## 行政区划
盘古乡下辖以下地区：
荔溪口村、董家坪村、三洲村、红岩村、彭溪村、青木村、安龙头村、舒溪口村、盘古村、桂花溪村、双溪村、岭头村、跳岩村、木洲村、小龙溪村、溪门桥村和杨溪村。